# The Putin Interviews
The Vladimir Putin Interviews è una miniserie televisiva statunitense della durata di quattro ore, prodotta da Oliver Stone e messa in onda per la prima volta dal 12 al 15 giugno 2017 sul canale Showtime.
La serie è nata da diverse interviste di Stone a Vladimir Putin tra il luglio 2015 e il febbraio 2017.
In Italia, il documentario viene trasmesso in due puntate della durata di due ore ciascuna il 5 e 12 ottobre 2017 su Rai 3.

## Trama
Stone inizia l'intervista partendo da una biografia di Putin: questi spiega che ha frequentato la facoltà di giurisprudenza nell'allora Unione Sovietica e in seguito è stato reclutato dal KGB a causa di quello che Putin chiama come il sistema di «distribuzione del lavoro» che era in atto per i laureati in Unione Sovietica.

## Doppiaggio
In lingua italiana il regista e intervistatore Oliver Stone è stato doppiato dall'attore Luca Biagini, mentre il Presidente Putin da Loris Loddi.